# تپه تالپ یال ۱
تپه تالپ یال ۱ مربوط به عصر آهن است و در شهرستان ایجرود، بخش مرکزی، دهستان گلابر، ۶۲۰ متری جنوب غربی روستای جوقین واقع شده و این اثر در تاریخ ۱۵ دی ۱۳۸۷ با شمارهٔ ثبت ۲۴۰۵۰ به‌عنوان یکی از آثار ملی ایران به ثبت رسیده است.